# (292459) Antoniolasciac
(292459) Antoniolasciac ist ein Asteroid des äußeren Hauptgürtels. Der Himmelskörper wurde am 29. September 2016 am Farra-d’Isonzo-Observatorium (IAU-Code 595), einer italienischen Sternwarte in der Provinz Gorizia in der Region Friaul-Julisch Venetien, entdeckt.
Der Asteroid gehört zur Eos-Familie, einer Gruppe von Asteroiden, welche typischerweise große Halbachsen von 2,95 bis 3,1 AE aufweisen, nach innen begrenzt von der Kirkwoodlücke der 7:3-Resonanz mit Jupiter, sowie Bahnneigungen zwischen 8° und 12°. Die Gruppe ist nach dem Asteroiden (221) Eos benannt. Es wird vermutet, dass die Familie vor mehr als einer Milliarde Jahren durch eine Kollision entstanden ist. Die zeitlosen (nichtoskulierenden) Bahnelemente von (292459) Antoniolasciac sind fast identisch mit denjenigen von drei weiteren Asteroiden: (60222) 1999 VB115, (97543) 2000 DE47 und (265065) 2003 SX58.
(292459) Antoniolasciac wurde am 14. November 2016 nach dem Architekten, Ingenieur, Dichter und Musiker Antonio Lasciac (1856–1946) benannt, der aus der Provinz stammt, in der sich das Observatorium befindet.